# 영광축구전용구장
영광축구전용구장(靈光蹴球專用球場, Yeonggwang Football Field)은 대한민국 전라남도 영광군에 있는 스포츠 시설이다. A구장은 인조잔디 필드 1면이 갖춰져 있으며 2009년에 준공되었고, B구장은 인조잔디 필드 2면이 갖춰져 있으며 2018년에 준공되었다.

## 참고 문헌
- “영광스포티움”. 《영광군청》. 영광군청.
- “영광스포티움”. 《영광군 문화관광》. 영광군청.
- 《2018년 전국 공공체육시설 현황 (2017년말 기준)》. 대한민국 문화체육관광부. 2019.
- 《2020년 전국 공공체육시설 현황 (2019년말 기준)》. 대한민국 문화체육관광부. 2021.

## 같이 보기
- 영광스포티움
- 영광종합운동장
- 영광스포티움 보조경기장